# Lauwers (schip, 1952)
De Lauwers was een Nederlands betonningsvaartuig van de Betonningsdienst Rijksloodswezen te 's-Gravenhage. Het is gebouwd door de Gebr. Akerboom, Oegstgeest en heeft roepnaam: PFNT. In dienst gesteld op 14 november 1952. Brt: 94
Het schip is uit dienst gegaan en in 2009 overgenomen door Water Events Lauwersoog, waar het wordt gebruikt als rondvaartboot onder de naam Lauwers (land) en kreeg het IMO nummer 8433021.